# Magda Šaturová
Magda Šaturová-Seppová (ur. 4 lipca 1929, zm. 10 września 2016) – słowacka esperantystka i członek honorowy UEA.

## Życiorys
Po studiach na anglistyce i uzyskaniu doktoratu w 1953 roku, pracowała jako redaktor w wydawnictwie literackim, a następnie w latach 1955–1987 w Słowackim Wydawnictwie Pedagogicznym. Redagowała podręczniki i słowniki oraz napisała lub przetłumaczyła kilka książek w języku esperanto. Równocześnie prowadziła kursy na Wydziale Języków Obcych na Uniwersytecie Komeńskiego w Bratysławie i była członkiem Międzynarodowej Akademii Nauk San Marino (AIS San Marino). Od 1990 roku była reprezentantką IKUE (Internacia Katolika Unuiĝo Esperantista) na Słowacji. Słowackie Stowarzyszenie Esperantystów w 1987 roku wyróżniło ją srebrnym medalem. Od 1947 roku była członkiem UEA, a od 1960 roku delegatem ds. językoznawstwa, literatury i katolicyzmu tej organizacji. Od 2004 roku była jej członkiem honorowym.

## Publikacje
- 1991: Slovensko-anglický turistický slovník[2]
- 1989: Esperantsko-slovenský turistický slovník[3]
- 1984: Anglické skratky[2]
- 1970: Esperanto do vrecka[4]